# 詹姆斯·马
詹姆斯·马，本名詹姆斯·阿萨拉沙空（英語：James Assarasakorn，1993年7月3日—），又称五少、小五，是泰国华裔男演员、歌手兼模特。代表作有《名门绅士之曼舞云霄》、《勇士》、《这个平凡的男子》、《戛萨珑花香》、《双生花2021》，为泰国第3电视台旗下男艺人。

## 早期生活
詹姆斯·马於1993年7月3日出生於泰國曼谷。父親名為史密斯·阿薩拉沙空（สมิต อัศรัสกร），為泰国华裔；母親名為凱倫，為土生土長的香港人。他是家中長子，有一個名為凡妮莎的妹妹。一家人往返於泰國和香港之間。他的父親從事貨物進出口和房地產業務，而母親在一家名為佳士得的藝術品拍賣公司工作。他目前與父親一起住在泰國，母親於香港定居，而妹妹則在澳洲讀書。
詹姆斯·马在NIST国际学校就讀幼稚園至小學，直至八歲全家移居至香港。居住於香港時，於前鰂魚涌學校就讀四到六年級，之後在南島中學完成中學學業，高中就讀哈羅香港國際學校直到16歲時返回泰國，總共在香港待了八年的時間。大學畢業於易三仓大学的文學院主修商務英語，之後持續在易三仓大学工商管理學院攻讀旅遊管理碩士。

## 演艺经历
詹姆斯·马是在香港就讀高中時，受邀泰國知名經紀人素帕猜·斯里維吉（A姐）的邀請，返回泰國當演員。他也同意了，他認為這是個很好的機會，可以藉此回到泰國學習，A姐便送他去參加《The Star》的選秀競賽。此後，詹姆斯·马開始擔任模特與走秀的工作。
2012年2月，詹姆斯·马官宣参演泰国第3电视台的43周年台庆剧《名门绅士五部曲》之《曼舞云霄》。他将饰演男主角Ronnapee。在此之前，他曾分别试镜二少和三少的角色。
2013年6月15日，詹姆斯·马的出道作《名门绅士之曼舞云霄》正式播出后取得了巨大的反响，一炮而红。
2016年，詹姆斯·马在《这个平凡的男子》中饰演暖医Sattawat，剧集播出后反响不错，被网友誉为“泰国国民老公”。
2017年，詹姆斯·马與T-ara歌手咸𤨒晶搭檔出演電影《微愛》。这时他首次参演的电影作品。
2019年6月10日，与乌拉萨雅·斯帕邦德（Yaya）合作主演的《戛萨珑花香》热播。
2021年，詹姆斯·马与金伯莉·安妮（Kim）主演的都市翻拍爱情剧《双生花2021》中饰演主角Warit。同年8月31日，与尼塔莎·吉拉尤吉恩（Mew）主演的奇幻爱情喜剧《第三只眼》播出，他在剧中饰演Trikarn。

## 個人生活

### 感情
目前與琳拉達·考布瓦賽（Pie）穩定交往中。

## 影視作品

### 電視劇
| 首播年份 | 戲名                   | 戲名             | 播放平台    | 角色                            | 備註 |
| 首播年份 | 譯名                   | 原文名           | 播放平台    | 角色                            | 備註 |
| 2013年   | 《名門紳士之珍愛妙方》 |                  | Ch3Thailand | Ronaphee Juthathep （Phee）     | 配角 |
| 2013年   | 《名門紳士之暮雪情鍾》 |                  | Ch3Thailand | Ronaphee Juthathep （Phee）     | 配角 |
| 2013年   | 《名門紳士之珍愛妙方》 |                  | Ch3Thailand | Ronaphee Juthathep （Phee）     | 配角 |
| 2013年   | 《名門紳士之緣定芳林》 |                  | Ch3Thailand | Ronaphee Juthathep （Phee）     | 配角 |
| 2013年   | 《名門紳士之考古劫心》 |                  | Ch3Thailand | Ronaphee Juthathep （Phee）     | 主演 |
| 2015年   | 《勇士》               |                  | Ch3Thailand | Haym                            | 主演 |
| 2016年   | 《這個平凡的男子》     |                  | Ch3Thailand | Sattawat Winwiwat （Wat）       | 主演 |
| 2016年   | 不適用                 |                  | Ch3Thailand | Sattawat Winwiwat （Wat）       | 主演 |
| 2016年   | 不適用                 |                  | Ch3Thailand | Sattawat Winwiwat （Wat）       | 主演 |
| 2017年   | 《魔法》               |                  | Ch3Thailand | Songkrod Phinitmettasakul       | 主演 |
| 2017年   | 《魔法》               | Kim              | Ch3Thailand |                                 | 主演 |
| 2017年   | 《心之源》             |                  | Ch3Thailand | Narang Jongsawat                | 主演 |
| 2018年   | 《冰火之心》           |                  | Ch3Thailand | Yiamyuth                        | 主演 |
| 2018年   | 《虎將》               |                  | Ch3Thailand | Lim Bun Hou                     | 主演 |
| 2018年   | 《虎將》               | Suer             | Ch3Thailand |                                 | 主演 |
| 2018年   | 《虎將》               | Songward         | Ch3Thailand |                                 | 主演 |
| 2019年   | 《戛薩瓏花香》         |                  | Ch3Thailand | Tinnakrit（現代）               | 主演 |
| 2019年   | 《戛薩瓏花香》         | Sup（前世）      | Ch3Thailand |                                 | 主演 |
| 2019年   | 《戛薩瓏花香》         | Prasawin（未來） | Ch3Thailand |                                 | 主演 |
| 2021年   | 《雙生花2021》         |                  | Ch3Thailand | Warit （Wa）                    | 主演 |
| 2021年   | 《第三隻眼》           |                  | Ch3Thailand | Trikarn （Tri）                 | 主演 |
| 2022年   | 《超級明星2007》       |                  | Ch3Thailand | 自己                            | 客串 |
| 2023年   | 《劫心戀人》           |                  | Ch3Thailand | Singhbhadin Suriyari （Singha） | 主演 |
| 2024年   | 《跨越愛線》           |                  | Ch3Thailand | Narntawan （Narn）              | 主演 |
| 2025年   | 《偶像遊戲》           |                  | Ch3Thailand |                                 | 主演 |